# Yu Pu
Yu Pu war ein chinesischer Historiker. Er lebte zur Zeit der Drei Reiche unter der Wu-Dynastie und ist der Verfasser der privaten Chronik Jiangbiao zhuan, „Bericht [aus den Ländern] jenseits des Jangtse“.
Yu Pu stammte aus Gaoping in der  nördlichen Zentralebene von China und lebte wahrscheinlich in der zweiten Hälfte des 3. Jahrhunderts n. Chr. Als konfuzianischer Gelehrter verfasste er Kommentare zu den konfuzianischen Klassikern und schrieb Aufsätze und Gedichte. Nach dem Fall der Wu-Dynastie im Jahr 280 wurde er als Beamter in die Poyang-Region (heutiges Jiangxi) geschickt, wo er das Jiangbiao zhuan verfasste. Es wurde nach seinem Tod im frühen 4. Jahrhundert von seinem Sohn Yu Bo dem Kaiser vorgestellt, der es in die kaiserliche Bibliothek aufnahm.